# Александър Алов
Александър Александрович Алов (26 септември 1923, Харков - 12 юни 1983, Рига) - съветски филмов режисьор, заслужил деятел на изкуствата на РСФСР (1965). 

## Биография
Учястник е във Великата отечествена война.
През 1951 г. завършва режисура. Работи в постоянно сътрудничество с Владимир Наумов.

## Избрана филмография
| Година | Филм                 | Оригинално заглавие |
| ------ | -------------------- | ------------------- |
| 1955   | Тревожна младост     | Тревожная молодость |
| 1957   | Павел Корчагин       | Павел Корчагин      |
| 1959   | Вятър                | Ветер               |
| 1961   | Мир за новороденото  | Мир входящему       |
| 1966   | Отвратителна история | Скверный анекдот    |
| 1971   | Бяг                  | Бег                 |
| 1981   | Техеран 43           | Тегеран-43          |